# 網狀角星珊瑚
網狀角星珊瑚（学名：Goniastrea retiformis）为菊珊瑚科角星珊瑚屬下的一个种。